# The Ribald Tales of Canterbury
The Ribald Tales of Canterbury ist ein amerikanischer Pornofilm des Regisseurs und ehemaligen Pornodarstellers Bud Lee aus dem Jahr 1985, in dem er selbst mitspielt und der für drei AVN Awards nominiert wurde und einen davon gewann.
Der Plot orientiert sich an den Canterbury Tales, dem berühmtesten Werk des englischen Schriftstellers und Dichters Geoffrey Chaucer, das von einer Gruppe Reisender handelt, die sich zum Zeitvertreib gegenseitig Geschichten erzählen.
Da der Film auch die Struktur der Canterbury Tales übernommen hat, springt die filmische Handlung mehrmals zwischen den Erlebnissen der Reisenden
und den erzählten Geschichten hin und her. Soundtrack, Kostüme, Kulissen und Drehorte sind erkennbar aufwändig.
Der Film ist eine erotische Reise durch das mittelalterliche England mit einem Hauch von Neon-Flair der 1980er Jahre und bietet eine einzigartige Mischung aus Chaucers klassischer
Literatur und der damals boomenden Pornobranche.
Er wird als Hardcore-Streifen aus den 1980er Jahren bezeichnet und beinhaltet Interracial- und Facial-Szenen.

## Handlung
Der Film beginnt mit einer Szene in einer Taverne, in der die Gäste essen und trinken, Musiker aufspielen und bisweilen anzügliches Treiben herrscht.
Der Zimmermann wirbt leidenschaftlich um die Schankmagd Katrina, mit der
er in ihrer Kammer intim wird.
Die Gastgeberin lobt in einer theatralischen Ansprache einen Geldpreis für die beste Geschichte aus, die während der gemeinsamen Reise nach Canterbury erzählt wird.
Die erste Geschichte erzählt am nächsten Morgen der Ritter. Er berichtet von seiner Reise nach Italien, bei der sich ihm ein Mönch und ein junger Abt anschließen, denen er Schutz gewährt. Als der Ritter bei einer Übernachtung im Stall
schlafen will, da die Kammer des Abts für beide zu klein ist, bittet ihn dieser, das Bett mit ihm zu teilen, was der Ritter aber ablehnt. Erst als der Abt sich entkleidet und der Ritter erkennt, dass er in Wahrheit eine Frau ist, nimmt er das Angebot an, wird mit ihr intim und entjungfert sie.
Die zweite Geschichte ist die des Zimmermanns, der von den Studenten Alan und John aus Canterbury erzählt, die ihr Korn bei einem Müller in Oxford mahlen wollen. Der Müller will sie ausnutzen und betrügen, indem er vorgibt, das Korn kostenlos zu mahlen, wenn sie die Kühe melken und Eier besorgen. Als sie abends zurückkehren ist das Korn zwar gemahlen, aber angeblich ergab es nur weniger als einen halben Sack Mehl. Die Studenten sind nach der Arbeit zu erschöpft für ein weiteres Streitgespräch, benötigen außerdem ein Nachtlager und bleiben deshalb in der Mühle. Während der Nacht wird die Müllerin vom lautstarken Liebesspiel ihrer Tochter mit den Studenten geweckt und ertappt ihre Tochter dabei, wie sie einen der Studenten oral befriedigt während der andere bereits zwischen ihren Schenkeln liegt. Doch die Müllerin sagt den Studenten, wo sie den mit ihrem Mehl prall gefüllten Sack finden und nimmt ebenfalls am Liebesspiel teil. Als der betrunkene Müller sie in der Nacht ertappt ist er empört, außer sich vor Zorn und die Studenten ergreifen die Flucht.
Die Reisenden müssen die folgende Nacht außerhalb einer Ortschaft im Freien oder im Zelt verbringen, wobei die Gastgeberin und die Frau aus Bath sich miteinander vergnügen.
Die dritte Geschichte erzählt die Frau aus Bath, deren Vater der Lord of Bath war und von seinem Lehen vertrieben wurde als sie selbst noch ein Kind war. Als junge Frau wurde sie vom neuen Lord of Bath als Zofe für seine
Gattin angestellt, ohne dass er von ihrer Abstammung wusste. Die Gattin beauftragt ihre Kammerzofe damit, den Lord of Bath zu bespitzeln, da sie ihn des Ehebruchs verdächtigt, nichtsahnend, dass die eigene Zofe seine Geliebte ist, die den Auftrag aber dennoch ausführt. Allerdings ist die Lady of Bath selbst untreu und betrügt ihren Mann mit dem Stallburschen. Beim Besuch der Königin landet diese bald im Schlafzimmer des Lord of Bath der ihr dort beiwohnt, während seine Gattin unterdessen mit dem Stallburschen selbst dem Beischlaf frönt. Der überraschend ebenfalls eintreffende König pflegt untreue Ehefrauen und ihre Liebhaber zu enthaupten. Die Frau aus Bath nutzt diese Gelegenheit und verspricht den Ehebrechern, ihre Affären geheim zu halten, wenn sie ihren Titel zurückbekommt. So erhält sie den Titel und die Ländereien zurück.
Die vierte und letzte Geschichte erzählt die Gastgeberin, da der betrunkene Müller seine Gelegenheit verschlief und der Mönch aus der Bibel vorlesen will.
Ihre Geschichte handelt von einer unglücklich verliebten Zigeunerin, die in jeder Nacht für die beiden von ihr begehrten Männer tanzt, aber nicht erhört wird. Die Zigeunerin beschwört den Teufel, dem sie ihre Seele verkauft und dafür eine verwunschene Violine mit unwiderstehlichem Klang erhält. Noch in derselben Nacht verbringt die Zigeunerin eine heiße Liebesnacht mit beiden Männern, doch als sie erschöpft einschlafen holt sich der Teufel alle drei. Nur die Violine und ihr Bogen bleiben zurück.
In Canterbury angekommen gewinnt die Gastgeberin den Preis, den sie für Bedürftige spendet und der Ritter offenbart ihr seine Liebe. Beide verkehren miteinander, ebenso wie die Frau aus Bath mit dem Zimmermann, während der Mönch oral befriedigt wird.

## Auszeichnungen
- 1989: AVN Award: „Best Editing“ – Ribald Tales of Canterbury[1]

## Wissenswertes
- Der Film wurde mit einem Budget von etwa 500.000 $ produziert, was heutzutage etwa 1,7 Millionen Dollar entspricht.
- Die Hardcore-Aufnahmen in der letzten Szene mit Elmo Lavino wurden mit einem Körperdouble durchgeführt[2].
- Einige Szenen in der Geschichte der Frau aus Bath wurden am Eilean Donan Castle in Schottland gedreht, wo später auch Dreharbeiten für die Filme Highlander und James Bond 007 – Die Welt ist nicht genug durchgeführt wurden[3].
- Der Film belegt Platz 83 auf der Liste der „List for the 500 Greatest Adult Films of All Time“[4] von AVN